# Guo Xi

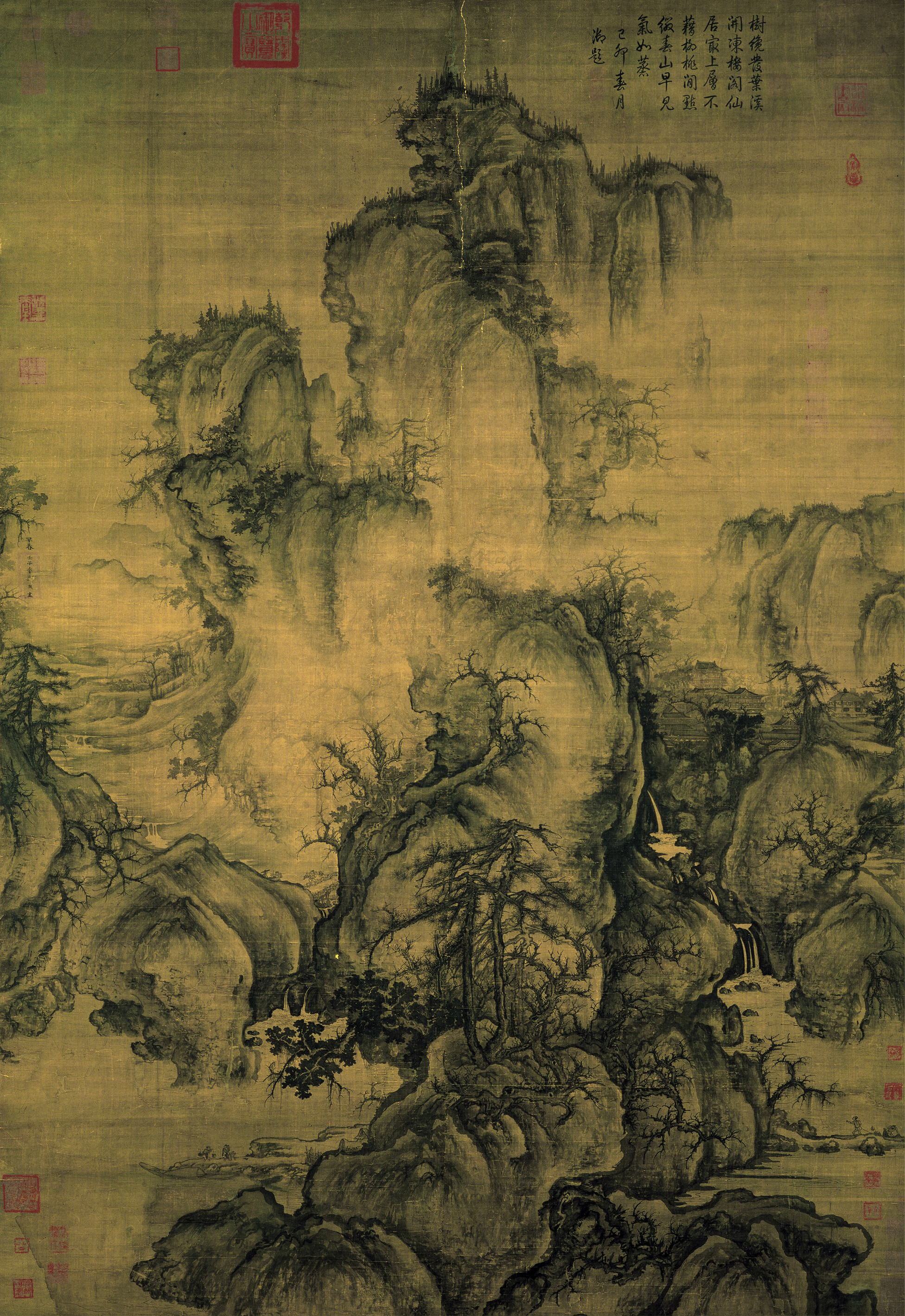
Inici de la primavera. Tinta i color sobre seda.National Palace Museum, Taipei

Guo Xi (xinès tradicional: 郭熙; en pinyin: Guō Xī, va ser un cèlebre pintor de paisatges que va néixer cap al 1020 i va morir vers l'any 1090). Era originari de la província de Henan i va viure durant la dinastia Song del Nord. La seva influència en els pintors posteriors va ser notable (com en el cas de Cao Zhibai). També fou un teòric de la pintura.
No es tenen notícies dels primers anys de la seva existència. Només se'n sap alguna dada biogràfica quan va ser a la cort. Va arribar ser un pintor lletrat (wenrenhua), un erudit i veritable artista que ja no és simplement un artesà. El seu moment més brillant va ser durant el regnat de Shenzong. Fou professors de l'Academia Hanlin, institució fundada per l'emperador. Les seves pintures mostren una nova tècnica denominada “perspectiva flotant”. El seu dibuix mostra una notable meticulositat. “Inici de la primavera” és considerada un paradigma de la pintura de la dinastia Song.